# Pisgah (Alabama)
Pisgah – miasto w Stanach Zjednoczonych, w stanie Alabama, w hrabstwie Jackson. W roku 2023 miasto zamieszkiwało 689 osób, a gęstość zaludnienia wynosiła 55,6 osoby/km².